# Serie C 2014-2015 (pallacanestro maschile)
La Serie C 2014-2015 è stata la prima stagione come quarto livello nazionale del Campionato italiano di pallacanestro, la seconda sotto la gestione della Nuova LNP e l'ultima a carattere nazionale.

## Regolamento

### Formula
Le squadre sono divise in 10 gironi a carattere regionale, di cui tre da 15 squadre, cinque da 14, uno da 13 e uno da 8. Secondo le Disposizioni Organizzative Annuali emanate dalla FIP il campionato di Serie C è strutturato come segue.
Le squadre in ogni girone si incontrano fra di loro con gare di andata e ritorno in una prima fase denominata Regular Season. Al termine della quale vengono ammesse alla Seconda Fase a gironi 32 formazioni (con un "contributo" differente da girone a girone). In questa Seconda Fase, le squadre vengono divise in 8 gironi da 4 ciascuno e viene disputata una fase di andata e ritorno. 
- La squadra prima classificata di ogni singolo girone al termine della Seconda Fase viene promossa al Campionato di Serie B 2015/2016.
- Le squadre classificatesi al 2º posto di ogni gironcino accedono ad uno spareggio in campo neutro. Le 4 squadre vincenti lo spareggio sono promosse nel Campionato di Serie B 2015/2016.

Sono previste due retrocessioni in Serie C Silver solo dal Girone D in vista della futura gestione dei Comitati Regionali FIP della categoria prevista per la stagione 2015/16.

## Squadre

### Girone A (Piemonte/Liguria)
- Spezia Basket Club
- Olimpo Basket Alba
- Basket Club Serravalle Scrivia
- PGS Don Bosco Crocetta Torino
- Cestistica Biella
- Basket Team 71 Bra
- Il Canestro Alessandria

- Basket Rosmini Domodossola
- Amatori Basket Savigliano
- PMS Basketball
- Basket Follo
- Basket Club Trecate
- CUS Genova Basket
- Basket Pool 2000 Loano

### Girone B (Lombardia)
- Team ABC Cantù
- Pallacanestro Lissone
- Robur Basket Saronno
- Sportiva Boffalorese Boffalora sopra Ticino
- Corona Platina Piadena
- Carpe Diem Basket Calolziocorte
- Milanotre Basket Basiglio
- 7Laghi Gazzada Schianno

- Basket Iseo
- Basket Valceresio Arcisate
- Nervianese 1919 Nerviano
- Opera Basket Club
- Pall. Bernareggio
- Manerbio Basket
- Nuova Pallacanestro Olginate

### Girone C (Trentino/Veneto/Friuli VG)
- Pallacanestro Vis Spilimbergo
- Ardita Gorizia
- Piani Pallacanestro Bolzano
- Pallacanestro Vicenza
- Falconstar Basket Monfalcone
- Basket 1975 Bassano del Grappa
- Basket Oderzo

- Pallacanestro Petrarca Padova
- Santa Margherita Caorle
- Virtus Basket Padova
- Centro Sedia Basket Corno di Rosazzo
- Nuova Pallacanestro Montebelluna
- Rucker San Vendemiano
- Basket Mestre

### Girone D (Emilia-Romagna)
- Virtus Spes Vis Pall. Imola
- Pallacanestro Titano San Marino
- Basket 2000 Scandiano
- ReBasket Rubiera
- Gaetano Scirea Basket Bertinoro
- Basket Save My Life San Lazzaro di Savena
- Fiore Basket Fiorenzuola

- Tigers Basket 2014 Meldola
- Pallacanestro Castenaso
- Libertas Ghepard Bologna
- Basket Castelfranco Emilia
- Basket Raggisolaris Faenza
- Salus Pallacanestro Bologna
- Angels Santarcangelo

### Girone E (Toscana)
- Virtus Siena
- Cestistica Audace Pescia
- Alberto Galli San Giovanni Valdarno
- Etrusca Basket San Miniato
- Basket Olimpia Legnaia Firenze
- Valdisieve Pelago
- Folgore Fucecchio

- Club Pallacanestro Empoli
- Libertas Liburnia Basket Livorno
- Juve Pontedera
- Nuovo Basket Altopascio
- Pallacanestro Audax Carrara
- Pino Dragons BK Firenze
- Virtus Certaldo

### Girone F (Marche/Abruzzo/Umbria)
- US Loreto Pesaro
- Robur Basket Osimo
- Falconara Basket
- Basket Gubbio
- Vigor Matelica
- Pallacanestro Pedaso
- Basket Tolentino

- Campli Basket
- Pescara Basket
- We're Basket Ortona
- Perugia Basket
- Valdiceppo Basket Perugia
- Pisaurum 2000 BK Pesaro
- Virtus Basket Civitanova Marche

### Girone G (Lazio)
- Tiber Basket Roma
- Vis Nova Basket Roma
- N.B. Sora 2000
- Pall. Fabiani Formia
- Petriana Basket Roma
- APDB Roma
- Virtus Basket Aprilia
- Gs Alfa Omega Roma

- Lazio Pallacanestro 1932 Roma
- Smit Roma Centro
- Basket Scauri
- S. Paolo Ostiense Roma
- Virtus Valmontone
- Fortitudo Viterbo
- Broker & Broker Marino

### Girone H (Campania/Puglia/Basilicata)
- Cestistica San Severo
- Magic Team 92 Benevento
- Cestistica Ostuni
- Nuova Pallacanestro Nardò
- JuveTrani
- Pallacanestro Partenope
- Megaride Basket Napoli
- Cesarano Scafati Basket

- Nuova Polisportiva Castellammare di Stabia
- Virtus Pozzuoli
- Timberwolves Potenza
- Basket Sarno
- Udas Cerignola
- Cilento Basket Agropoli
- Pink Basket Bernalda

### Girone I (Calabria/Sicilia)
- Basket Club Ragusa
- Basket Acireale
- New Team 2000 Crotone
- Green Basket 99 Palermo
- Aretusa Basket Siracusa
- Pol. Costa Capo d'Orlando
- Cefalù Basket

- Vis Reggio Calabria
- FP Sport Messina
- Nertos Cosenza
- Sport è Cultura Patti
- Il Minibasket Milazzo
- P. Cocuzza 1947 San Filippo del Mela

### Girone L (Sardegna)
- Basket Sant'Orsola Sassari
- Genneruxi Cagliari
- Calasetta Basket
- Pirates Accademia Basket Sestu

- Basket Antonianum Quartu Sant'Elena
- Esperia Cagliari
- SEF Torres Sassari
- GS Oratorio Elmas

## Stagione Regolare

### Girone A
|  |     | Classifica stagione regolare   | PT | G  | V  | P  | PF   | PS   | Diff |
|  | --- | ------------------------------ | -- | -- | -- | -- | ---- | ---- | ---- |
|  | 1.  | Big Store Alba                 | 44 | 26 | 22 | 4  | 1852 | 1714 | +138 |
|  | 2.  | S.A.T. Crocetta Torino         | 40 | 26 | 20 | 6  | 2021 | 1662 | +359 |
|  | 3.  | Basket Club Trecate            | 36 | 26 | 18 | 8  | 1787 | 1684 | +103 |
|  | 4.  | PoliOpposti Domodossola        | 36 | 26 | 18 | 8  | 2048 | 1770 | +278 |
|  | 5.  | Spezia Basket                  | 36 | 26 | 18 | 8  | 2000 | 1851 | +149 |
|  | 6.  | Basket Follo                   | 30 | 26 | 15 | 11 | 1948 | 1839 | +109 |
|  | 7.  | Basket Club Serravalle Scrivia | 30 | 26 | 15 | 11 | 1859 | 1782 | +77  |
|  | 8.  | Abet Laminati Bra              | 24 | 26 | 12 | 14 | 1873 | 1715 | +158 |
|  | 9.  | Tecnopol Savigliano            | 24 | 26 | 12 | 14 | 1741 | 1899 | -158 |
|  | 10. | CUS Genova                     | 20 | 26 | 10 | 16 | 1788 | 1870 | -82  |
|  | 11. | ZeroUno PMS Basketball         | 20 | 26 | 10 | 16 | 1792 | 1814 | -22  |
|  | 12. | Cestistica Biella              | 16 | 26 | 8  | 18 | 1737 | 1839 | -102 |
|  | 13. | Basket 2000 Loano              | 8  | 26 | 4  | 22 | 1649 | 1933 | -284 |
|  | 14. | Il Canestro Alessandria        | 0  | 26 | 0  | 26 | 1557 | 2280 | -723 |

Legenda:

      Ammesse alla seconda fase

### Girone B
|  |     | Classifica stagione regolare      | PT | G  | V  | P  | PF   | PS   | Diff |
|  | --- | --------------------------------- | -- | -- | -- | -- | ---- | ---- | ---- |
|  | 1.  | 7Laghi Gazzada Schianno           | 42 | 28 | 21 | 7  | 1081 | 1003 | +78  |
|  | 2.  | IMO Saronno                       | 42 | 28 | 21 | 7  | 1149 | 1035 | +114 |
|  | 3.  | Cocoon Lissone                    | 38 | 28 | 19 | 9  | 992  | 930  | +62  |
|  | 4.  | Goodbook Manerbio                 | 36 | 28 | 18 | 10 | 1130 | 1025 | +105 |
|  | 5.  | Argomm Iseo                       | 34 | 28 | 17 | 11 | 1091 | 1074 | +17  |
|  | 6.  | Milano3 Basket Basiglio           | 34 | 28 | 17 | 11 | 1011 | 966  | +45  |
|  | 7.  | Delta Line Opera                  | 30 | 28 | 15 | 13 | 1098 | 1096 | +2   |
|  | 8.  | Carpe Diem Basket Calolziocorte   | 28 | 28 | 14 | 14 | 1088 | 1123 | -35  |
|  | 9.  | Tessilform Bernareggio            | 26 | 28 | 13 | 15 | 1173 | 1122 | +51  |
|  | 10. | G.K Vis Piadena                   | 24 | 28 | 12 | 16 | 1127 | 1122 | +5   |
|  | 11. | Nuova Pallacanestro Olginate      | 24 | 28 | 12 | 16 | 1100 | 1091 | +9   |
|  | 12. | Sportiva Boffalora sopra Ticino   | 18 | 28 | 9  | 19 | 1054 | 1130 | -76  |
|  | 13. | Baj Coperture Valceresio Arcisate | 18 | 28 | 9  | 19 | 1091 | 1137 | -46  |
|  | 14. | Maleco Nerviano                   | 16 | 28 | 8  | 20 | 907  | 1022 | -115 |
|  | 15. | Gorla Cantù                       | 8  | 28 | 4  | 24 | 949  | 1165 | -216 |

Legenda:

      Ammesse alla seconda fase

### Girone C
|  |     | Classifica stagione regolare     | PT | G  | V  | P  | PF   | PS   | Diff |
|  | --- | -------------------------------- | -- | -- | -- | -- | ---- | ---- | ---- |
|  | 1.  | Banca Popolare Vicenza           | 38 | 24 | 19 | 5  | 1074 | 956  | +118 |
|  | 2.  | Calligaris Corno di Rosazzo      | 34 | 24 | 17 | 7  | 959  | 833  | +126 |
|  | 3.  | Broetto Costruzioni Padova       | 32 | 24 | 16 | 8  | 996  | 913  | +83  |
|  | 4.  | Rucker San Vendemiano            | 32 | 24 | 16 | 8  | 930  | 868  | +62  |
|  | 5.  | Falconstar Basket Monfalcone     | 30 | 24 | 15 | 9  | 987  | 903  | +84  |
|  | 6.  | COE Oderzo                       | 24 | 24 | 12 | 12 | 885  | 876  | +9   |
|  | 7.  | Orange1 Bassano del Grappa       | 20 | 24 | 10 | 14 | 878  | 890  | -12  |
|  | 8.  | Pallacanestro Petrarca Padova    | 20 | 24 | 10 | 14 | 897  | 832  | +65  |
|  | 9.  | Gemini Mestre                    | 18 | 24 | 9  | 15 | 905  | 914  | -9   |
|  | 10. | Santa Margherita Caorle          | 18 | 24 | 9  | 15 | 912  | 932  | -20  |
|  | 11. | Nuova Pallacanestro Montebelluna | 18 | 24 | 9  | 15 | 904  | 985  | -81  |
|  | 12. | Pallacanestro Vis Spilimbergo    | 14 | 24 | 7  | 17 | 931  | 1053 | -122 |
|  | 13. | Ardita Gorizia                   | 14 | 24 | 7  | 17 | 945  | 1120 | -175 |
|  |     | Electrogroup Tech Bolzano        | -  | -  | -  | -  | -    | -    | -    |

Legenda:

      Ammesse alla seconda fase

### Girone D
|  |     | Classifica stagione regolare    | PT | G  | V  | P  | PF   | PS  | Diff |
|  | --- | ------------------------------- | -- | -- | -- | -- | ---- | --- | ---- |
|  | 1.  | Basket Raggisolaris Faenza      | 40 | 26 | 20 | 6  | 912  | 740 | +172 |
|  | 2.  | Angels Santarcangelo            | 36 | 26 | 18 | 8  | 1012 | 945 | +67  |
|  | 3.  | NPC Imola                       | 34 | 26 | 17 | 9  | 946  | 910 | +36  |
|  | 4.  | Basket Castelfranco Emilia      | 32 | 26 | 16 | 10 | 891  | 919 | -28  |
|  | 5.  | Tigers Basket Meldola           | 32 | 26 | 16 | 10 | 999  | 887 | +112 |
|  | 6.  | BMR Scandiano                   | 30 | 26 | 15 | 11 | 923  | 847 | +76  |
|  | 7.  | Ghepard Mister Auto Bologna     | 30 | 26 | 15 | 11 | 984  | 961 | +23  |
|  | 8.  | Climart Zeta Castenaso          | 22 | 26 | 11 | 15 | 946  | 944 | +2   |
|  | 9.  | Gaetano Scirea Basket Bertinoro | 22 | 26 | 11 | 15 | 835  | 873 | -38  |
|  | 10. | Alberti e Santi Fiorenzuola     | 22 | 26 | 11 | 15 | 775  | 805 | -30  |
|  | 11. | Madel Salus Bologna             | 18 | 26 | 9  | 17 | 865  | 955 | -90  |
|  | 12. | BSL San Lazzaro di Savena       | 18 | 26 | 9  | 17 | 798  | 915 | -117 |
|  | 13. | Asset Banca San Marino          | 16 | 26 | 8  | 18 | 875  | 958 | -83  |
|  | 14. | Crisden Rubiera                 | 12 | 26 | 6  | 20 | 841  | 943 | -102 |

Legenda:

      Ammesse alla seconda fase
      Ammesse ai Play-out
      Retrocessa

### Girone E
|  |     | Classifica stagione regolare     | PT | G  | V  | P  | PF   | PS  | Diff |
|  | --- | -------------------------------- | -- | -- | -- | -- | ---- | --- | ---- |
|  | 1.  | Blukart San Miniato              | 44 | 26 | 22 | 4  | 1018 | 838 | +180 |
|  | 2.  | Club Pall. Empoli                | 42 | 26 | 21 | 5  | 853  | 781 | +72  |
|  | 3.  | La Sovrana Pulizie Siena         | 40 | 26 | 20 | 6  | 981  | 849 | +132 |
|  | 4.  | Enic Firenze                     | 38 | 26 | 19 | 7  | 952  | 812 | +140 |
|  | 5.  | Lorenz CMS Certaldo              | 36 | 26 | 18 | 8  | 960  | 912 | +48  |
|  | 6.  | Lorex Sport Valdisieve Pelago    | 26 | 26 | 13 | 13 | 886  | 872 | +14  |
|  | 7.  | Olimpia Legnaia Firenze          | 26 | 26 | 13 | 13 | 847  | 860 | -13  |
|  | 8.  | Folgore Fucecchio                | 24 | 26 | 12 | 14 | 862  | 909 | -47  |
|  | 9.  | Sp.Inter.Mar. Carrara            | 20 | 26 | 10 | 16 | 903  | 963 | -60  |
|  | 10. | Cestistica Audace Pescia         | 18 | 26 | 9  | 17 | 929  | 990 | -61  |
|  | 11. | Bama Altopascio                  | 18 | 26 | 9  | 17 | 886  | 864 | +22  |
|  | 12. | Libertas Liburnia Basket Livorno | 16 | 26 | 8  | 18 | 818  | 883 | -65  |
|  | 13. | A. Galli San Giovanni Valdarno   | 12 | 26 | 6  | 20 | 787  | 958 | -171 |
|  | 14. | BNV Pontedera                    | 4  | 26 | 2  | 24 | 743  | 934 | -191 |

Legenda:

      Ammesse alla seconda fase

### Girone F
|  |     | Classifica stagione regolare    | PT | G  | V  | P  | PF   | PS   | Diff |
|  | --- | ------------------------------- | -- | -- | -- | -- | ---- | ---- | ---- |
|  | 1.  | We're Basket Ortona             | 48 | 26 | 24 | 2  | 1063 | 844  | +219 |
|  | 2.  | Sandretto Falconara             | 42 | 26 | 21 | 5  | 1012 | 882  | +130 |
|  | 3.  | Campli Basket                   | 40 | 26 | 20 | 6  | 1007 | 923  | +84  |
|  | 4.  | Robur Basket Osimo              | 34 | 26 | 17 | 9  | 960  | 851  | +109 |
|  | 5.  | Pisaurum 2000 BK Pesaro         | 32 | 26 | 16 | 10 | 947  | 861  | +86  |
|  | 6.  | Vigor Halley Matelica           | 30 | 26 | 15 | 11 | 988  | 962  | +26  |
|  | 7.  | Nuova Simonelli Tolentino       | 24 | 26 | 12 | 14 | 882  | 882  | 0    |
|  | 8.  | Icubed Pedaso                   | 24 | 26 | 12 | 14 | 903  | 936  | -33  |
|  | 9.  | Sicoma Valdiceppo Perugia       | 20 | 26 | 10 | 16 | 904  | 906  | -2   |
|  | 10. | Pescara Basket                  | 18 | 26 | 9  | 17 | 897  | 987  | -90  |
|  | 11. | Liomatic Perugia                | 16 | 26 | 8  | 18 | 977  | 1005 | -28  |
|  | 12. | Casarredo Studio.it Pesaro      | 16 | 26 | 8  | 18 | 838  | 1032 | -194 |
|  | 13. | Virtus Basket Civitanova Marche | 14 | 26 | 7  | 19 | 878  | 957  | -79  |
|  | 14. | Cementerie Barbetti Gubbio      | 6  | 26 | 3  | 23 | 794  | 1022 | -228 |

Legenda:

      Ammesse alla seconda fase

### Girone G
|  |     | Classifica stagione regolare   | PT | G  | V  | P  | PF   | PS   | Diff |
|  | --- | ------------------------------ | -- | -- | -- | -- | ---- | ---- | ---- |
|  | 1.  | Basket Scauri                  | 48 | 26 | 24 | 2  | 1370 | 1027 | +343 |
|  | 2.  | Virtus Valmontone              | 38 | 26 | 19 | 7  | 1169 | 988  | +181 |
|  | 3.  | Pall. Fabiani Formia           | 36 | 26 | 18 | 8  | 1159 | 985  | +174 |
|  | 4.  | Vis Nova Basket Roma           | 32 | 26 | 16 | 10 | 1153 | 1075 | +78  |
|  | 5.  | Tiber Basket Roma              | 30 | 26 | 15 | 11 | 971  | 966  | +5   |
|  | 6.  | Broker & Broker Marino         | 30 | 26 | 15 | 11 | 1034 | 1070 | -36  |
|  | 7.  | Virtus Basket Aprilia          | 30 | 26 | 15 | 11 | 1014 | 997  | +17  |
|  | 8.  | Alfa Omega Roma                | 28 | 26 | 14 | 12 | 1046 | 1060 | -14  |
|  | 9.  | San Paolo Ostiense Roma        | 24 | 26 | 12 | 14 | 969  | 939  | +30  |
|  | 10. | Expert Lucarelli Sora          | 22 | 26 | 11 | 15 | 1022 | 1026 | -4   |
|  | 11. | Petriana Basket Roma           | 20 | 26 | 10 | 16 | 982  | 997  | -15  |
|  | 12. | Smit Roma Centro               | 12 | 26 | 6  | 20 | 1035 | 1167 | -132 |
|  | 13. | Poste Assicurazioni Lazio Roma | 8  | 26 | 4  | 22 | 968  | 1200 | -232 |
|  | 14. | APDB Roma                      | 6  | 26 | 3  | 23 | 943  | 1087 | -144 |
|  |     | Fortitudo Viterbo              | -  | -  | -  | -  | -    | -    | -    |

Legenda:

      Ammesse alla seconda fase

### Girone H
|  |     | Classifica stagione regolare | PT | G  | V  | P  | PF   | PS   | Diff |
|  | --- | ---------------------------- | -- | -- | -- | -- | ---- | ---- | ---- |
|  | 1.  | Allianz San Severo           | 44 | 28 | 22 | 6  | 1250 | 872  | +378 |
|  | 2.  | Cesarano Scafati Basket      | 44 | 28 | 22 | 6  | 1160 | 1076 | +84  |
|  | 3.  | Basket Sarno                 | 42 | 28 | 21 | 7  | 1127 | 1028 | +99  |
|  | 4.  | Lotti Calzature Trani        | 40 | 28 | 20 | 8  | 1221 | 1064 | +157 |
|  | 5.  | Castellano Cerignola         | 40 | 28 | 20 | 8  | 1195 | 1008 | +187 |
|  | 6.  | Nuova Pallacanestro Nardò    | 38 | 28 | 19 | 9  | 1087 | 970  | +117 |
|  | 7.  | Magic Team 92 Benevento      | 36 | 28 | 18 | 10 | 1251 | 1093 | +158 |
|  | 8.  | Cilento Basket Agropoli      | 36 | 28 | 18 | 10 | 1224 | 1126 | +98  |
|  | 9.  | G.M.A. Pozzuoli              | 28 | 28 | 14 | 14 | 1092 | 1102 | -10  |
|  | 10. | Pallacanestro Partenope      | 20 | 28 | 10 | 18 | 905  | 1023 | -118 |
|  | 11. | Cestistica Ostuni            | 18 | 28 | 9  | 19 | 1144 | 1195 | -51  |
|  | 12. | Pink Basket Bernalda         | 12 | 28 | 6  | 22 | 1043 | 1149 | -106 |
|  | 13. | Megaride Basket Napoli       | 10 | 28 | 5  | 23 | 942  | 1229 | -287 |
|  | 14. | T&T Stabia                   | 8  | 28 | 4  | 24 | 871  | 1172 | -301 |
|  | 15. | Timberwolves Potenza         | 4  | 28 | 2  | 26 | 771  | 1176 | -405 |

Legenda:

      Ammesse alla seconda fase

### Girone I
|  |     | Classifica stagione regolare      | PT | G  | V  | P  | PF  | PS  | Diff |
|  | --- | --------------------------------- | -- | -- | -- | -- | --- | --- | ---- |
|  | 1.  | Vis Reggio Calabria               | 36 | 22 | 18 | 4  | 842 | 740 | +102 |
|  | 2.  | Zannella Cefalù                   | 36 | 22 | 18 | 4  | 955 | 836 | +119 |
|  | 3.  | Irritec Capo d'Orlando            | 32 | 22 | 16 | 6  | 978 | 880 | +98  |
|  | 4.  | Sport è Cultura Patti             | 30 | 22 | 15 | 7  | 837 | 806 | +31  |
|  | 5.  | Green Basket 99 Palermo           | 30 | 22 | 15 | 7  | 896 | 832 | +64  |
|  | 6.  | Kama Italia Siracusa              | 20 | 22 | 10 | 12 | 812 | 864 | -52  |
|  | 7.  | Basket Acireale                   | 18 | 22 | 9  | 13 | 862 | 812 | +50  |
|  | 8.  | Amendolia Assicurazioni Milazzo   | 16 | 22 | 8  | 14 | 775 | 862 | -87  |
|  | 9.  | Centro Convenienza S.Filippo Mela | 14 | 22 | 7  | 15 | 881 | 961 | -80  |
|  | 10. | New Team 2000 Crotone             | 12 | 22 | 6  | 16 | 807 | 862 | -55  |
|  | 11. | Basket Club Ragusa                | 10 | 22 | 5  | 17 | 933 | 963 | -30  |
|  | 12. | FP Sport Messina                  | 10 | 22 | 5  | 17 | 730 | 865 | -135 |

Legenda:

      Ammesse alla seconda fase

### Girone L
|  |    | Classifica stagione regolare    | PT | G  | V  | P  | PF   | PS   | Diff |
|  | -- | ------------------------------- | -- | -- | -- | -- | ---- | ---- | ---- |
|  | 1. | Tavoni Sant'Orsola Sassari      | 50 | 28 | 25 | 3  | 1275 | 1002 | +273 |
|  | 2. | Pirates Accademia Basket Sestu  | 40 | 28 | 20 | 8  | 1122 | 973  | +149 |
|  | 3. | Esperia Cagliari                | 34 | 28 | 17 | 11 | 1087 | 1017 | +70  |
|  | 4. | Calasetta Basket                | 30 | 28 | 15 | 13 | 1096 | 1131 | -35  |
|  | 5. | BK Antonianum Quartu Sant'Elena | 30 | 28 | 15 | 13 | 1175 | 1109 | +66  |
|  | 6. | Genneruxi Cagliari              | 24 | 28 | 12 | 16 | 1061 | 1076 | -15  |
|  | 7. | SEF Torres Sassari              | 9  | 28 | 6  | 22 | 942  | 1223 | -281 |
|  | 8. | GS Oratorio Elmas Cagliari      | 4  | 28 | 2  | 26 | 951  | 1178 | -227 |

Legenda:

      Ammesse alla seconda fase

## Seconda Fase

### Girone A
|  |    | Classifica seconda fase    | PT | G | V | P | PF  | PS  | Diff |
|  | -- | -------------------------- | -- | - | - | - | --- | --- | ---- |
|  | 1. | Broetto Costruzioni Padova | 12 | 6 | 6 | 0 | 441 | 341 | +100 |
|  | 2. | IMO Saronno                | 6  | 6 | 3 | 3 | 414 | 403 | +11  |
|  | 3. | Big Store Alba             | 4  | 6 | 2 | 4 | 378 | 426 | -48  |
|  | 4. | Basket Castelfranco Emilia | 2  | 6 | 1 | 5 | 400 | 463 | -63  |

Legenda:

      Promossa in Serie B
      Ammessa agli spareggi promozione

### Girone B
|  |    | Classifica seconda fase | PT | G | V | P | PF  | PS  | Diff |
|  | -- | ----------------------- | -- | - | - | - | --- | --- | ---- |
|  | 1. | Angels Santarcangelo    | 8  | 6 | 4 | 2 | 435 | 429 | +6   |
|  | 2. | Basket Club Trecate     | 6  | 6 | 3 | 3 | 455 | 450 | +5   |
|  | 3. | Rucker San Vendemiano   | 6  | 6 | 3 | 3 | 450 | 446 | +4   |
|  | 4. | 7Laghi Gazzada Schianno | 4  | 6 | 2 | 4 | 426 | 441 | -15  |

Legenda:

      Promossa in Serie B
      Ammessa agli spareggi promozione

### Girone C
|  |    | Classifica seconda fase  | PT | G | V | P | PF  | PS  | Diff |
|  | -- | ------------------------ | -- | - | - | - | --- | --- | ---- |
|  | 1. | Sandretto Falconara      | 10 | 6 | 5 | 1 | 457 | 434 | +23  |
|  | 2. | Banca Popolare Vicenza   | 6  | 6 | 3 | 3 | 457 | 401 | +56  |
|  | 3. | La Sovrana Pulizie Siena | 6  | 6 | 3 | 3 | 382 | 388 | -6   |
|  | 4. | Goodbook Manerbio        | 2  | 6 | 1 | 5 | 380 | 453 | -73  |

Legenda:

      Promossa in Serie B
      Ammessa agli spareggi promozione

### Girone D
|  |    | Classifica seconda fase    | PT | G | V | P | PF  | PS  | Diff |
|  | -- | -------------------------- | -- | - | - | - | --- | --- | ---- |
|  | 1. | Basket Raggisolaris Faenza | 10 | 6 | 5 | 1 | 470 | 398 | +72  |
|  | 2. | Cocoon Lissone             | 8  | 6 | 4 | 2 | 439 | 402 | +37  |
|  | 3. | Tavoni Sant'Orsola Sassari | 4  | 6 | 2 | 4 | 407 | 460 | -53  |
|  | 4. | SAT Crocetta Torino        | 2  | 6 | 1 | 5 | 403 | 459 | -56  |

Legenda:

      Promossa in Serie B
      Ammessa agli spareggi promozione

### Girone E
|  |    | Classifica seconda fase     | PT | G | V | P | PF  | PS  | Diff |
|  | -- | --------------------------- | -- | - | - | - | --- | --- | ---- |
|  | 1. | Blukart San Miniato         | 8  | 6 | 4 | 2 | 412 | 435 | -23  |
|  | 2. | NPC Imola                   | 6  | 6 | 3 | 3 | 409 | 384 | +25  |
|  | 3. | Argomm Iseo                 | 6  | 6 | 3 | 3 | 449 | 423 | +26  |
|  | 4. | Calligaris Corno di Rosazzo | 4  | 6 | 2 | 4 | 413 | 441 | -28  |

Legenda:

      Promossa in Serie B
      Ammessa agli spareggi promozione

### Girone F
|  |    | Classifica seconda fase | PT | G | V | P | PF  | PS  | Diff |
|  | -- | ----------------------- | -- | - | - | - | --- | --- | ---- |
|  | 1. | We're Basket Ortona     | 12 | 6 | 6 | 0 | 481 | 389 | +92  |
|  | 2. | Cesarano Scafati Basket | 6  | 6 | 3 | 3 | 440 | 480 | -40  |
|  | 3. | Virtus Valmontone       | 4  | 6 | 2 | 4 | 433 | 454 | -21  |
|  | 4. | Irritec Capo d'Orlando  | 2  | 6 | 1 | 5 | 432 | 463 | -31  |

Legenda:

      Promossa in Serie B
      Ammessa agli spareggi promozione

### Girone G
|  |    | Classifica seconda fase | PT | G | V | P | PF  | PS  | Diff |
|  | -- | ----------------------- | -- | - | - | - | --- | --- | ---- |
|  | 1. | Basket Scauri           | 8  | 6 | 4 | 2 | 507 | 462 | +45  |
|  | 2. | Basket Sarno            | 8  | 6 | 4 | 2 | 440 | 434 | +6   |
|  | 3. | Zannella Cefalù         | 6  | 6 | 3 | 3 | 483 | 478 | +5   |
|  | 4. | Club Pall. Empoli       | 2  | 6 | 1 | 5 | 454 | 510 | -56  |

Legenda:

      Promossa in Serie B
      Ammessa agli spareggi promozione

### Girone H
|  |    | Classifica seconda fase | PT | G | V | P | PF  | PS  | Diff |
|  | -- | ----------------------- | -- | - | - | - | --- | --- | ---- |
|  | 1. | Allianz San Severo      | 10 | 6 | 5 | 1 | 447 | 360 | +87  |
|  | 2. | Campli Basket           | 10 | 6 | 5 | 1 | 466 | 388 | +78  |
|  | 3. | Pall. Fabiani Formia    | 2  | 6 | 1 | 5 | 407 | 465 | -58  |
|  | 4. | Vis Reggio Calabria     | 2  | 6 | 1 | 5 | 368 | 475 | -107 |

Legenda:

      Promossa in Serie B
      Ammessa agli spareggi promozione

## Spareggi promozione
Gli spareggi si sono tenuti il 5 e 6 giugno 2015 presso il Palazzetto "Lauro Giovani" di San Vincenzo (LI).
| Squadra 1              | Risultato | Squadra 2               |
| ---------------------- | --------- | ----------------------- |
| IMO Saronno            | 43-55     | Basket Club Trecate     |
| Banca Popolare Vicenza | 64-53     | Cocoon Lissone          |
| NPC Imola              | 56-66     | Cesarano Scafati Basket |
| Basket Sarno           | 54-70     | Campli Basket           |

## Playout
|  | Quarti di finale | Quarti di finale         | Quarti di finale       | Quarti di finale | Quarti di finale |  |  | Semifinali | Semifinali               | Semifinali | Semifinali          | Semifinali          |    |    | Finale | Finale                 | Finale                 | Finale | Finale |  |
|  |                  |                          |                        |                  |                  |  |  |            |                          |            |                     |                     |    |    |        |                        |                        |        |        |  |
|  | 6                | BMR Scandiano            | BMR Scandiano          | 82               | 62               |  |  |            |                          |            |                     |                     |    |    |        |                        |                        |        |        |  |
|  | 13               | Asset Banca San Marino   | Asset Banca San Marino | 73               | 53               |  |  | 13         | Asset Banca San Marino   | 57         | 66                  | 65                  |    |    |        |                        |                        |        |        |  |
|  | 9                | G. Scirea Bertinoro      | 60                     | 68               | 73               |  |  | 10         | Alberti e S. Fiorenzuola | 79         | 59                  | 73                  |    |    |        |                        |                        |        |        |  |
|  | 10               | Alberti e S. Fiorenzuola | 66                     | 57               | 49               |  |  |            |                          |            |                     |                     |    |    | 13     | Asset Banca San Marino | Asset Banca San Marino | 65     | 0      |  |
|  | 7                | Ghepard Bologna          | Ghepard Bologna        | 74               | 62               |  |  |            |                          | 11         | Madel Salus Bologna | Madel Salus Bologna | 86 | 20 |        |                        |                        |        |        |  |
|  | 12               | BSL S. Lazzaro di Sav.   | BSL S. Lazzaro di Sav. | 82               | 75               |  |  | 7          | Ghepard Bologna          | 63         | 73                  | 82                  |    |    |        |                        |                        |        |        |  |
|  | 8                | Climart Zeta Castenaso   | 81                     | 60               | 83               |  |  | 11         | Madel Salus Bologna      | 54         | 75                  | 76                  |    |    |        |                        |                        |        |        |  |
|  | 11               | Madel Salus Bologna      | 75                     | 62               | 65               |  |  |            |                          |            |                     |                     |    |    |        |                        |                        |        |        |  |

## Verdetti
- Promosse in Serie B: Virtus Basket Padova, Angels Santarcangelo, Basket Raggisolaris Faenza, Etrusca Basket San Miniato, Falconara Basket, We're Basket Ortona, Basket Scauri, Allianz San Severo e, dopo gli spareggi, Basket Club Trecate, Pallacanestro Vicenza, Campli Basket, Cesarano Scafati Basket.
- Retrocesse in Serie C Silver: ReBasket Rubiera e, dopo i playout, Pallacanestro Titano San Marino.
- Abbandoni a stagione in corso: Piani Pallacanestro Bolzano, Fortitudo Viterbo e Nertos Cosenza.
- Vincitrice Coppa Italia Serie C: Basket Scauri.
- A fine stagione, Virtus Valmontone[1] e PMS Basketball sono state ripescate in Serie B a completamento organico dei gironi.